# Chamber pop
Chamber pop (còn gọi là baroque pop và đôi khi được gộp lại với nhạc orchestral pop hoặc nhạc symphonic pop) là một thể loại âm nhạc kết hợp nhạc rock với việc sử dụng nhiều loại nhạc cụ dây, kèn, dương cầm và hòa âm giọng hát cũng như các yếu tố khác của dàn nhạc và nhạc pop phòng trà của thập niên 1960, nhấn mạnh vào giai điệu và kết cấu nhạc.
Trong thời kỳ xuất hiện đầu tiên của chamber pop vào thập niên 1960, các nhà sản xuất âm nhạc như Burt Bacharach, Lee Hazlewood và Brian Wilson của The Beach Boys đã đóng vai trò là những nhà tiên phong của thể loại này. Các sản phẩm của Wilson trong album Pet Sounds và Smile của The Beach Boys được cho là có ảnh hưởng đặc biệt từ thể loại này. Từ đầu thập niên 1970 đến đầu thập niên 1990, hầu hết các nghệ sĩ chamber pop đều không đạt được thành công thương mại. Sự suy giảm của thể loại này được cho là do sự tốn kém trong khâu đầu tư cho các chuyến lưu diễn và thu âm cũng như sự miễn cưỡng của các hãng thu âm trong việc tài trợ cho các nhạc cụ như nhạc cụ dây, bộ kèn và đàn phím cho album của các nghệ sĩ.
Vào giữa những năm 1990, nhạc chamber pop phát triển như một nhánh nhỏ của indie rock hoặc indie pop, trong đó các nhạc sĩ sử dụng tương phản âm guitar biến dạng, thẩm mỹ lo-fi và những phương pháp chuyển soạn đơn giản thường thấy ở các nhóm nhạc alternative hoặc "rock hiện đại" thời đó. Ở Nhật Bản, phong trào này diễn ra song song với Shibuya-kei, một thể loại indie khác được hình thành trên cùng một số nền tảng ảnh hưởng. Đến những năm 2000, thuật ngữ "chamber pop" được áp dụng một cách không thống nhất cho nhiều ban nhạc có tác phẩm bị so sánh với Pet Sounds.

## Định nghĩa và hình thành

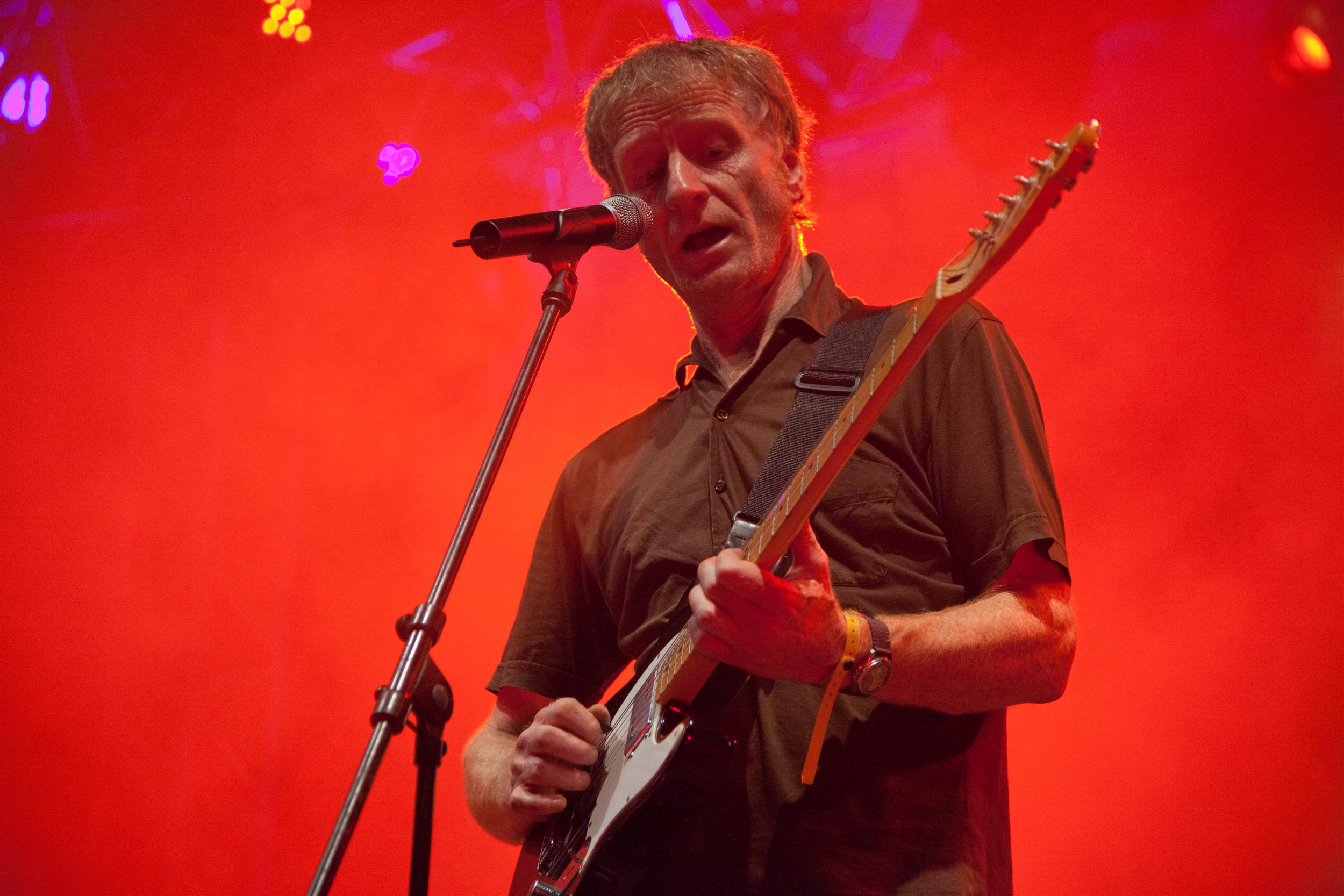
The High Llamas biểu diễn năm 2011

Sự kết hợp giữa nhạc cụ dây và nhạc rock được gọi dưới những thuật ngữ "symphonic pop", "chamber pop" và orchestral pop (hay gọi tắt là "ork-pop"). Ork-pop đề cập đến một nhánh gồm các nhạc sĩ nhạc rock underground có chung tư tưởng với dòng nhạc của album phòng thu Pet Sounds năm 1966 của The Beach Boys, chẳng hạn như The High Llamas và các ban nhạc từ tập thể Elephant 6. Theo David Jerman của CMJ, cái tên này là sự sáng tạo của các nhà phê bình nhạc rock, "bao gồm tất cả mọi người, từ những người hâm mộ The Beach Boys cho đến những người hâm mộ của Bacharach và Mancini". Chamber pop rất đa dạng về mặt phong cách. AllMusic cho biết thể loại này mang "tinh thần" của nhạc baroque pop của thập niên 1960, trong khi các cây viết văn hóa Joseph Fisher và Brian Flota gọi dòng nhạc này là "thừa kế" của baroque pop. Chịu ảnh hưởng mạnh mẽ từ chất thính phòng đầy phong phú của Burt Bacharach, Brian Wilson và Lee Hazlewood, các nghệ sĩ chamber pop một lần nữa tập trung vào phần giai điệu và kết cấu âm nhạc. Một nguồn ảnh hưởng lớn khác là ca sĩ Scott Walker. Jim Farber của New York Daily News tóm tắt thể loại này giống như thể "Donovan gặp Burt Bacharach".
Newsmakers tin rằng Pet Sounds của The Beach Boys đã giúp định nghĩa dòng nhạc chamber pop là "những bài hát thân mật, được chuyển soạn tỉ mỉ theo hướng rock nhưng không có những âm thanh ồn ào đậm chất blue." Theo sau album này là tác phẩm chưa hoàn thiện năm 1966–67 mang tên Smile của nhóm, là một sản phẩm hợp tác giữa Brian Wilson và nhạc sĩ viết lời Van Dyke Parks cũng chịu ảnh hưởng nặng nề từ thể loại này. Theo Sean O'Hagan của High Llamas, Pet Sounds như "sự khởi đầu của một thể nghiệm nhạc pop tuyệt vời. Nhưng nó không được phép tiếp tục, bởi vì rock and roll đã nắm gót mọi thứ và khiến nó phải bị dừng lại. Pop không hề được cất cánh trở lại cho tới thập kỷ này [thập niên 1990]." Tác giả Carl Wilson nhận định "sự dễ bị tổn thương đau đớn", "việc sử dụng các nhạc cụ khác thường", "hòa âm phức tạp" và "bản thân trường thiên về Smile" của Brian đã trở thành điểm tham chiếu chung cho các ban nhạc chamber pop. Giống như các nghệ sĩ ork-pop có chung tình yêu với Wilson, họ cũng dành sự ngưỡng mộ cho tác phẩm của nhau. Vào cuối những năm 1980, phần lớn các sản phẩm mà Louis Phillipe thực hiện cho él Records cũng sử dụng một cách cầu kỳ âm thính phòng cũng như phần giọng hát để thể hiện và xác định phong cách nhạc chamber pop.
Chamber pop là một phần của xu hướng lớn hơn có sự tham gia của các nhạc sĩ từ chối các quy ước về nhạc rock truyền thống, chẳng hạn như Tortoise và Stereolab, mặc dù những ban nhạc cụ thể này không được nhìn nhận như những ban nhạc ork-pop. Phần phối khí dàn nhạc của thể loại này thường phức tạp hơn nhạc rock, sử dụng nhiều các loại khí nhạc như kèn đồng và bộ dây. Thể loại này lấy cảm hứng từ sự hồi sinh của nhạc phòng chờ những năm 1990 nhưng tránh mọi ảnh hưởng từ các phong cách đương đại khác như grunge, electronica và alternative, đặc biệt là âm lo-fi và sự biến dạng âm thanh. Mặc dù các nhóm nhạc rock hiện đại như Smashing Pumpkins, The Verve, Oasis và R.E.M. đôi khi được sử dụng các nhạc khí dây, cách tiếp cận của các ban nhạc này lại bớt phức tạp hơn một cách đáng kể. The High Llamas là một trong những nhóm nhạc đầu tiên đón đầu xu hướng nhạc dễ nghe với album Gideon Gaye năm 1993. O'Hagan cảm thấy rằng "có nhiều quan niệm sai lầm rằng nhạc college rock của Mỹ với mũ bóng chày xoắn và áo sơ mi kẻ ca-rô là mạo hiểm, nhưng đó là thứ nhạc đậm tính tuân thủ và đoàn thể nhất ở đây." Eric Matthews thì nói thêm rằng "Tất cả các ban nhạc này đều nghe giống như Nirvana và Pearl Jam. Thật tiếc là điều này không được phát hiện ngay từ đầu. Phần lớn trong số đó chỉ là những bản nhạc rock rất đơn giản và ngu ngốc."

## Nổi lên và phổ biến
—Craig Rosen viết cho Billboard, 1996
Hai cây viết Fisher và Flota dõi theo dòng nhạc chamber pop này cho tới "sớm nhất" là giữa thập niên 1990. Theo Natalie Waliek của nhà bán lẻ âm nhạc Newbury Comics, "mối quan tâm mới tới thức thần" tại thời điểm đó và "sự chồng chéo với nhạc phòng chờ/cocktail, bởi vì dòng nhạc đó [cũng] có phần phối khí dàn nhạc", có thể đã góp phần vào doanh thu của các album nhạc ork-pop, nhưng các hoạt động đều bị giới hạn ở mức thành công thương mại vừa phải. Phần lớn các nhạc sĩ đều ở độ tuổi ngoài 20 và nhiều người đã phải vật lộn để đạt được thành công đáng kể về mặt bán lẻ hoặc đài phát thanh so với nhạc rock hiện đại. Trước đây, các công ty thu âm đã giúp tạo điều kiện thuận lợi cho các ban nhạc đa nhạc cụ lớn bằng cách tài trợ cho họ các loại khí nhạc như các loại đàn dây, kèn và đàn phím cho các dự án album, nhưng việc này ngày càng ít đi dần theo thời gian. Việc tổ chức các chuyến lưu diễn với dàn nhạc đầy đủ các nhạc khí dây và kèn đồng cũng trở nên khó khăn, và điều này đã trở thành một yếu tố ngăn cản sự thành công của thể loại này.
Ở Nhật Bản, một điểm tương đồng xa xôi là sự phát triển của Shibuya-kei, vốn đào lại xu hướng sử dụng các nhạc cụ nổi bật như nhạc khí dây và kèn trong phương pháp chuyển soạn. Thể loại này được lấy cảm hứng từ nhạc pop cổ điển phương Tây, đặc biệt là các phần phối khí dàn nhạc do Burt Bacharach, Brian Wilson, Phil Spector và Serge Gainsbourg đảm nhiệm. Không giống như các dòng nhạc khác của Nhật Bản, khán giả của dòng nhạc này không nhất thiết phải chuyển sang các cộng đồng người hâm mộ anime mà thường là những người đam mê nhạc indie pop hơn. Điều này một phần là do nhiều ban nhạc của dòng nhạc này được phân phối các tác phẩm tại Hoa Kỳ thông qua các hãng thu âm độc lập lớn như Matador và Grand Royal Records. Shibuya-kei đạt được đỉnh cao vào cuối thập niên 1990 và bắt đầu suy tàn sau khi những người chơi thể loại nhạc này dần chuyển sang các phong cách âm nhạc khác.
Trong danh mục ork-pop năm 1996, Craig Rosen liệt kê các ban nhạc tiêu biểu bao gồm Yum-Yum, The High Llamas, Richard Davies, Eric Matthews, Spookey Ruben, Witch Hazel và Liam Hayes (Plush). Matthews, người hợp tác với Davies để lập nên nhóm Cardinal, được coi là biểu tượng hàng đầu của ork-pop. Nhà báo Maria Schurr của Popmatters đã viết trong một bài đánh giá hồi tưởng về album đầu tay Cardinal năm 1994 của Cardinal; "trong một số trường hợp, [album] được ví như câu trả lời của kỷ nguyên grunge cho Pet Sounds, và mặc dù nó không được trích dẫn rộng rãi như một tác phẩm kinh điển của The Beach Boys, nhưng chắc chắn nó đã ảnh hưởng đến nhiều nghệ sĩ độc lập hơn người ta có thể mong đợi." Nhà báo âm nhạc Jim DeRogatis thì liên kết phong trào ork-pop và chamber pop với các ban nhạc như Yum-Yum, Cardinal và Lambchop.

## Thập niên 2000–nay
Đến năm 2009, thuật ngữ "chamber pop" trở nên bị lạm dụng rộng rãi, như nhạc sĩ sáng tác bài hát Scott Miller gợi ý. Nó "hợp lý khi được sử dụng cho Fleet Foxes hơn là với các ban nhạc khác mà tôi từng thấy nó được sử dụng". Ông cũng lưu ý rằng Pet Sounds đã trở thành một hình tượng phổ biến để so sánh; "[Nếu mọi người] hài lòng về điều đó, tôi phải tự nhéo mình và suy ngẫm rằng tôi chưa bao giờ nghĩ mình sẽ nhìn thấy ngày này." Brian Roster của Treblezine đã viết rằng album Veckatimest của Grizzly Bear là một "cuộc khám phá mang tính bước ngoặt về những bối cảnh đang thay đổi của nhạc pop trong năm 2009" thể hiện nỗ lực tạo ra "một kiểu kết luận rút gọn cho những ngày đầu tiên của nhạc chamber pop".

### Ấn phẩm
- DeRogatis, Jim (2003). Turn on Your Mind: Four Decades of Great Psychedelic Rock. Hal Leonard Corporation. ISBN 978-0-634-05548-5. Lưu trữ bản gốc ngày 27 tháng 7 năm 2020. Truy cập ngày 27 tháng 8 năm 2016.
- Dillon, Mark (2012). Fifty Sides of the Beach Boys: The Songs That Tell Their Story. ECW Press. ISBN 978-1-77090-198-8.
- Flota, Brian; Fisher, Joseph P. (2013). The Politics of Post-9/11 Music: Sound, Trauma, and the Music Industry in the Time of Terror. Ashgate Publishing, Ltd. ISBN 978-1-4094-9492-8. Lưu trữ bản gốc ngày 27 tháng 7 năm 2020. Truy cập ngày 27 tháng 8 năm 2016.
- Janovitz, Bill (2013). Rocks Off: 50 Tracks That Tell the Story of the Rolling Stones. St. Martin's Press. ISBN 978-1-250-02631-6. Lưu trữ bản gốc ngày 27 tháng 7 năm 2020. Truy cập ngày 4 tháng 5 năm 2017.
- Kamp, David; Daly, Steven (2005). The Rock Snob's Dictionary: An Essential Lexicon Of Rockological Knowledge. Broadway Books. ISBN 978-0-7679-1873-2. Lưu trữ bản gốc ngày 7 tháng 4 năm 2017. Truy cập ngày 6 tháng 4 năm 2017.
- Miller, Scott (2010). Music: What Happened?. 125 Records. ISBN 978-0-615-38196-1. Lưu trữ bản gốc ngày 24 tháng 7 năm 2020. Truy cập ngày 20 tháng 11 năm 2016.
- Priore, Domenic (2005). Smile: The Story of Brian Wilson's Lost Masterpiece. London: Sanctuary. ISBN 1-86074-627-6.
- Tonelli, Christopher (2004). Shibuya-kei? O-kei Desu!: Postmodernism, Resistance, and Tokyo Indie Culture. Đại học California, San Diego. Lưu trữ bản gốc ngày 27 tháng 7 năm 2020. Truy cập ngày 27 tháng 8 năm 2016.
- Wilson, Brian; Greenman, Ben (2016). I Am Brian Wilson: A Memoir. Da Capo Press. ISBN 978-0-306-82307-7. Lưu trữ bản gốc ngày 26 tháng 7 năm 2020. Truy cập ngày 28 tháng 12 năm 2017.